# بلدية سانتا فيتوريا دو بلمار
بلدية سانتا فيتوريا دو بلمار هي بلدية في البرازيل، تتبع ريو غراندي دو سول، بلغ عدد سكانها 30٬990  نسمة، في 2010، تبلغ مساحتها 5٬243٫577 كيلومتر مربع.

## الموقع
تشترك في الحدود مع:
- ريو غراندي، ريو غراندي دو سول
- Chuí [الإنجليزية]‏.

## المناخ
يظهر الجدول التالي التغييرات المناخية على مدار السنة لبلدية سانتا فيتوريا دو بلمار:
| البيانات المناخية لـبلدية سانتا فيتوريا دو بلمار                                                                            | البيانات المناخية لـبلدية سانتا فيتوريا دو بلمار | البيانات المناخية لـبلدية سانتا فيتوريا دو بلمار | البيانات المناخية لـبلدية سانتا فيتوريا دو بلمار | البيانات المناخية لـبلدية سانتا فيتوريا دو بلمار | البيانات المناخية لـبلدية سانتا فيتوريا دو بلمار | البيانات المناخية لـبلدية سانتا فيتوريا دو بلمار | البيانات المناخية لـبلدية سانتا فيتوريا دو بلمار | البيانات المناخية لـبلدية سانتا فيتوريا دو بلمار | البيانات المناخية لـبلدية سانتا فيتوريا دو بلمار | البيانات المناخية لـبلدية سانتا فيتوريا دو بلمار | البيانات المناخية لـبلدية سانتا فيتوريا دو بلمار | البيانات المناخية لـبلدية سانتا فيتوريا دو بلمار | البيانات المناخية لـبلدية سانتا فيتوريا دو بلمار |
| الشهر | يناير                                            | فبراير                                           | مارس                                             | أبريل                                            | مايو                                             | يونيو                                            | يوليو                                            | أغسطس                                            | سبتمبر                                           | أكتوبر                                           | نوفمبر                                           | ديسمبر                                           | المعدل السنوي                                    |
| --- | ------------------------------------------------ | ------------------------------------------------ | ------------------------------------------------ | ------------------------------------------------ | ------------------------------------------------ | ------------------------------------------------ | ------------------------------------------------ | ------------------------------------------------ | ------------------------------------------------ | ------------------------------------------------ | ------------------------------------------------ | ------------------------------------------------ | ------------------------------------------------ |
| الدرجة القصوى °م (°ف) | 39.2 (102.6)                                     | 38.2 (100.8)                                     | 36.6 (97.9)                                      | 33.7 (92.7)                                      | 29.9 (85.8)                                      | 28.4 (83.1)                                      | 28.5 (83.3)                                      | 32.2 (90.0)                                      | 33.8 (92.8)                                      | 33.7 (92.7)                                      | 34.8 (94.6)                                      | 39.9 (103.8)                                     | 39.9 (103.8)                                     |
| متوسط درجة الحرارة الكبرى °م (°ف)                                                                                           | 27.7 (81.9)                                      | 27.1 (80.8)                                      | 26.3 (79.3)                                      | 23.2 (73.8)                                      | 19.4 (66.9)                                      | 16.4 (61.5)                                      | 15.6 (60.1)                                      | 17.2 (63.0)                                      | 18.3 (64.9)                                      | 21.4 (70.5)                                      | 23.8 (74.8)                                      | 26.2 (79.2)                                      | 21.9 (71.4)                                      |
| المتوسط اليومي °م (°ف) | 22.5 (72.5)                                      | 22.1 (71.8)                                      | 21.0 (69.8)                                      | 17.9 (64.2)                                      | 14.4 (57.9)                                      | 11.7 (53.1)                                      | 10.9 (51.6)                                      | 12.0 (53.6)                                      | 13.3 (55.9)                                      | 16.1 (61.0)                                      | 18.4 (65.1)                                      | 20.7 (69.3)                                      | 16.8 (62.2)                                      |
| متوسط درجة الحرارة الصغرى °م (°ف)                                                                                           | 18.2 (64.8)                                      | 18.1 (64.6)                                      | 17.0 (62.6)                                      | 13.8 (56.8)                                      | 10.6 (51.1)                                      | 8.1 (46.6)                                       | 7.4 (45.3)                                       | 8.1 (46.6)                                       | 9.5 (49.1)                                       | 12.0 (53.6)                                      | 14.0 (57.2)                                      | 16.2 (61.2)                                      | 12.8 (55.0)                                      |
| أدنى درجة حرارة °م (°ف) | 7.4 (45.3)                                       | 8.3 (46.9)                                       | 6.9 (44.4)                                       | 3.6 (38.5)                                       | 1.2 (34.2)                                       | −1.6 (29.1)                                      | −1.8 (28.8)                                      | −1.0 (30.2)                                      | 0.5 (32.9)                                       | 2.2 (36.0)                                       | 4.0 (39.2)                                       | 6.4 (43.5)                                       | −1.8 (28.8)                                      |
| الهطول مم (إنش) | 83.2 (3.28)                                      | 153.6 (6.05)                                     | 121.1 (4.77)                                     | 120.9 (4.76)                                     | 124.8 (4.91)                                     | 114.6 (4.51)                                     | 114.7 (4.52)                                     | 103.4 (4.07)                                     | 88.5 (3.48)                                      | 78.7 (3.10)                                      | 79.2 (3.12)                                      | 85.2 (3.35)                                      | 1٬267٫9 (49.92)                                  |
| متوسط أيام هطول الأمطار | 6                                                | 9                                                | 7                                                | 7                                                | 7                                                | 8                                                | 7                                                | 7                                                | 6                                                | 7                                                | 6                                                | 7                                                | 84                                               |
| متوسط الرطوبة النسبية (%)                                                                                                   | 75.6                                             | 79.2                                             | 80.1                                             | 81.7                                             | 83.8                                             | 85.3                                             | 84.4                                             | 83.3                                             | 82.4                                             | 78.9                                             | 76.4                                             | 74.5                                             | 80.5                                             |
| ساعات سطوع الشمس الشهرية | 251.3                                            | 202.2                                            | 213.2                                            | 181.8                                            | 157.6                                            | 133.8                                            | 146.1                                            | 161.8                                            | 157.5                                            | 207.5                                            | 229.0                                            | 258.3                                            | 2٬300٫1                                          |
| المصدر: المعهد الوطني للأرصاد الجوية (INMET) (1981-2010; temperature records: 1961 to 1984, 1988 to 1989 and 1992-present). |                                                  |                                                  |                                                  |                                                  |                                                  |                                                  |                                                  |                                                  |                                                  |                                                  |                                                  |                                                  |                                                  |

## معرض صور

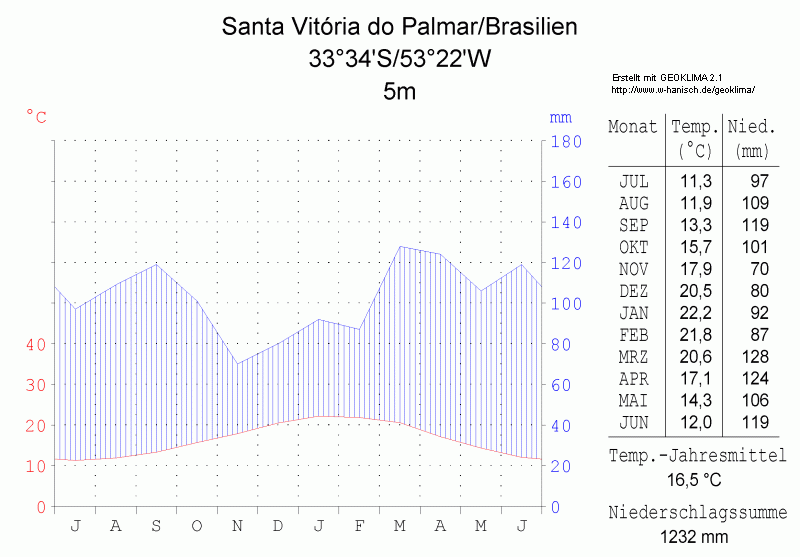
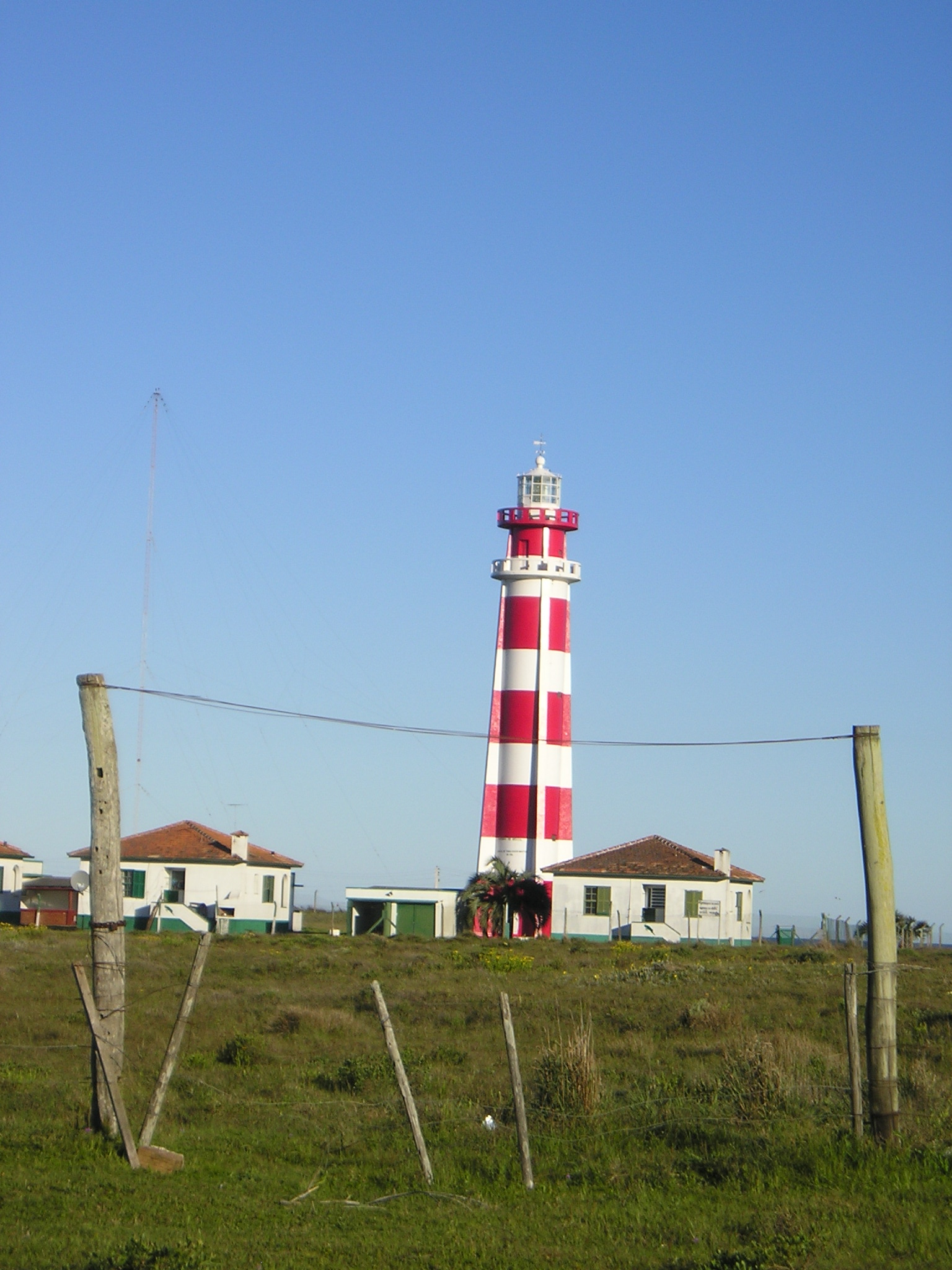
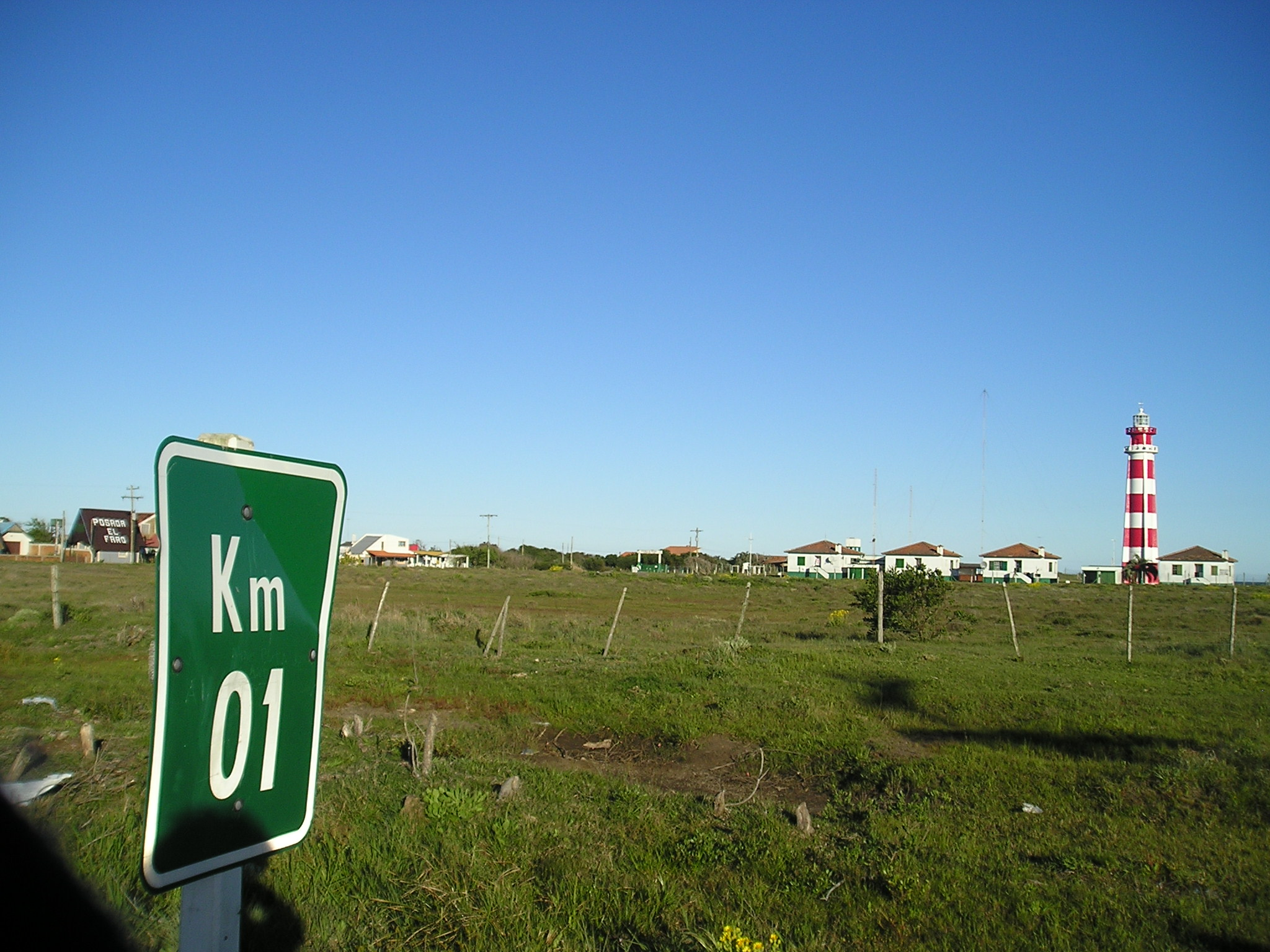